# Кубок Південної Кореї з футболу 2020
Кубок Південної Кореї з футболу 2020 — 25-й розіграш головного кубкового футбольного турніру у Південній Кореї. Титул володаря кубка вчетверте здобув Чонбук Хьонде Моторс.

## Календар
| Раунд        | Дата               | Матчі | Клуби   |
| ------------ | ------------------ | ----- | ------- |
| Перший раунд | 9 травня 2020      | 16    | 60 → 44 |
| Другий раунд | 6 червня 2020      | 16    | 44 → 28 |
| Третій раунд | 1 липня 2020       | 12    | 28 → 16 |
| 1/8 фіналу   | 15 липня 2020      | 8     | 16 → 8  |
| 1/4 фіналу   | 29 липня 2020      | 4     | 8 → 4   |
| 1/2 фіналу   | 23 вересня 2020    | 2     | 4 → 2   |
| Фінал        | 4-8 листопада 2020 | 2     | 2 → 1   |

## 1/8 фіналу
| Команда 1            | Рахунок      | Команда 2              |
| -------------------- | ------------ | ---------------------- |
| 15 липня 2020        |              |                        |
| Теджон Сітізен (2)   | 1:1 пен. 2:4 | Сеул                   |
| Санджу Санму         | 2:3 дч       | Пхохан Стілерс         |
| Ульсан Хьонде        | 2:0          | Кьонджу КГНП (2)       |
| Сувон (2)            | 0:1          | Пусан Ай Парк          |
| Чеджу Юнайтед (2)    | 0:1 дч       | Сувон Самсунг Блювінгз |
| Тегу                 | 1:1 пен. 2:4 | Соннам                 |
| Чонбук Хьонде Моторс | 3:2 дч       | Чоннам Дрегонз (2)     |
| Кванджу              | 2:4          | Канвон                 |

## 1/4 фіналу
| Команда 1     | Рахунок | Команда 2              |
| ------------- | ------- | ---------------------- |
| 29 липня 2020 |         |                        |
| Сеул          | 1:5     | Пхохан Стілерс         |
| Ульсан Хьонде | 3:0     | Канвон                 |
| Пусан Ай Парк | 1:5     | Чонбук Хьонде Моторс   |
| Соннам        | 1:0     | Сувон Самсунг Блювінгз |

## 1/2 фіналу
| Команда 1            | Рахунок      | Команда 2      |
| -------------------- | ------------ | -------------- |
| 23 вересня 2020      |              |                |
| Ульсан Хьонде        | 1:1 пен. 4:3 | Пхохан Стілерс |
| Чонбук Хьонде Моторс | 1:0          | Соннам         |

## Фінал
| Команда 1          | Заг. | Команда 2            | 1-й матч | 2-й матч |
| ------------------ | ---- | -------------------- | -------- | -------- |
| 4/8 листопада 2020 |      |                      |          |          |
| Ульсан Хьонде      | 2:3  | Чонбук Хьонде Моторс | 1-1      | 1-2      |

### Перший матч
| 4 листопада 2020 12:00 (EEST) |

| Ульсан Хьонде | 1 - 1    | Чонбук Хьонде Моторс |
| ------------- | -------- | -------------------- |
| Жуніор 60'    | Протокол | Муріло 50'           |

| Ульсан Мунсу, Ульсан Глядачів: 2 760 Арбітр: Тон Чун Лі |

### Повторний матч
| 7 листопада 2020 07:00 (EEST) |

| Чонбук Хьонде Моторс | 2 - 1    | Ульсан Хьонде |
| -------------------- | -------- | ------------- |
| Лі Сон Кі 53', 71'   | Протокол | Жуніор 4'     |

| «Чемпіонату світу з футболу», Чонджу Глядачів: 9 700 Арбітр: Чон Хйок Кім |